# Adolphia californica
Adolphia californica ist eine Pflanzenart aus der nur etwa zwei Arten umfassenden Gattung Adolphia in der Familie der Kreuzdorngewächse (Rhamnaceae). Sie ist im südwestlichen Nordamerika beheimatet.

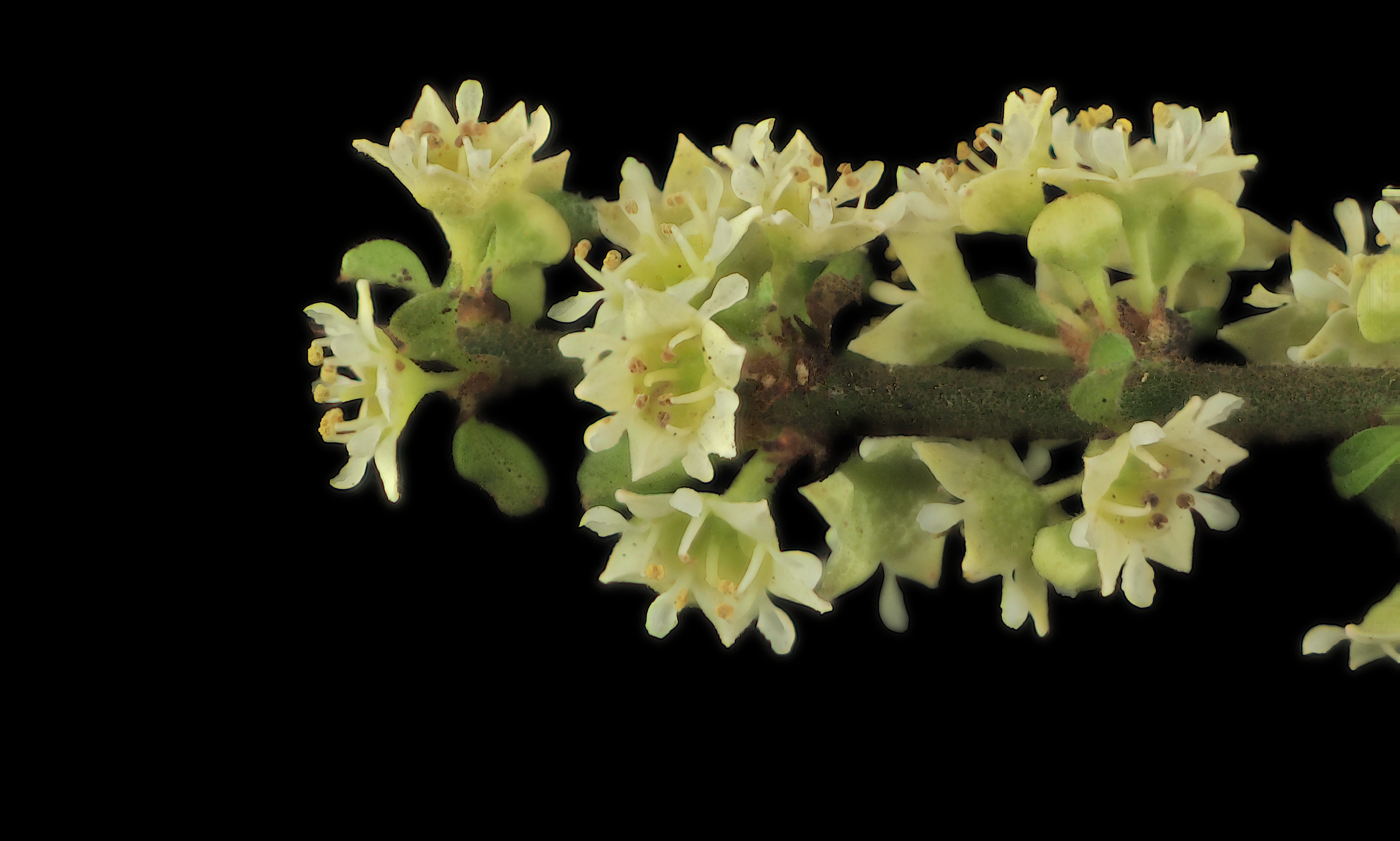
Blütenstand

## Beschreibung
Adolphia californica sind bis zu 3 Meter große, dornige Pflanzen. Die Zweige sind schwach behaart bis kahl. Aus dem jeweils ersten Auge eines Knotens bildet sich ein Dorn, aus dem dann folgenden ein Trieb oder ein zusammengesetzter Blütenstand.
Die einfachen, kleinen und kurz gestielten Laubblätter sind etwa gegenständig und meist früh abfallend. Sie sind ganzrandig, spitz bis stumpf und verkehrt-eiförmig bis  elliptisch.
Die zwittrigen, behaarten, kleinen und kurz gestielten, grün-weißlichen, fünfzähligen Blüten mit doppelter Blütenhülle stehen in drei- bis siebenblütigen Zymen. Der glockenförmige Blütenbecher überdauert auch die Fruchtzeit, der mit seinem unteren Teil mit ihm verwachsene, fleischige, lappige Diskus ist auffällig. Anders als bei vielen Gattungen der Familie sind kleine und spatelförmige Kronblätter vorhanden. Die größeren Kelchblätter sind dreieckförmig. Die kurzen, freien Staubfäden sind zum äußeren Ende hin knieförmig, die Staubbeutel sind vierfächrig. Der Fruchtknoten ist (halb)oberständig und dreifächrig mit einem relativ kurzen Griffel mit minimal dreiteiliger Narbe. 
Die Früchte sind explosive, kleine, erst rötliche, dann braune und dreiteilige, etwa rundliche, bis etwa 5 Millimeter große Kapseln mit Griffelresten und beständigem Kelch.

## Verbreitung
Adolphia californica ist im südwestlichen Nordamerika heimisch. Ihr Verbreitungsgebiet liegt in Niederkalifornien und dem US-Bundesstaat Kalifornien, wo die Pflanze in nördlicher Richtung etwa bis San Diego vorkommt.

## Systematik
Die Gattung wurde 1837 von Carl Daniel Friedrich Meisner erstbeschrieben; ebenso beschrieb er die Art Adolphia infesta. Die Beschreibung der Art Adolphia californica gab Sereno Watson 1876. Innerhalb der Kreuzdorngewächse wird Adolphia californica in die Tribus Colletieae eingeordnet. Der Gattungsname Adolphia ehrt den französischen Botaniker Adolphe Theodor (de) Brongniart (1801–1876).